# Sítio arqueológico do Pessegueiro
O Sítio arqueológico do Pessegueiro é uma antiga povoação das Idades do Bronze e Ferro, situada no concelho de Sines, na região do Alentejo, em Portugal.

## Descrição e história
Consiste num antigo povoado das Idades do Bronze e do Ferro, situado numa grande área plana, perto de uma estrada, nas imediações da Ilha do Pessegueiro. No local foram encontrados vários vestígios de estruturas, como lareiras, pavimentos em lajes, e buracos para postes. Em redor encontram-se vários núcleos de sepulturas em cista, igualmente da Idade do Bronze, que foram datados entre 1500 a 1200 a.C.. Em conjunto, tanto a povoação em si como os núcleos funerários formam um complexo disseminado por uma área superior a 60.000 m², localizada entre duas linhas de água, e que poderia ter atingido a praia. Grande parte dos vestígios foram destruídos por trabalhos agrícolas. O espólio é principalmente formado por fragmentos de cerâmica, tendo sido igualmente encontrados um punção e e uma lâmina de punhal, ambos em cobre.
Faz parte de um conjunto de vários sítios arqueológicos na área meridional do concelho, que também inclui os da Palmeirinha e do Quitéria, onde foram encontrados os mais remotos indícios de habitação humana em redor da cidade de Sines. Com efeito, esta povoação terá existido como parte de um sistema de povoamento a nível regional, marcado por hierarquias e diferenças sociais, que poderá ter sido parte do processo de origem das primeiras sociedades organizadas em estados. Os vestígios e monumentos funerários são muito semelhantes aos encontrados no sítio arqueológico da Quitéria.